# Крупский, Александр Иванович
Алекса́ндр Ива́нович Кру́пский (25 декабря 1875—1943, Москва) — украинский советский акушер-гинеколог, профессор, член Центральной рады Украинской Народной Республики. Автор первых в мире трудов по акушерству и гинекологии на украинском языке.

## Биография
Родился 25 декабря 1875 г. в Балтском уезде Подольской губернии. Окончил Юрьевский университет (ныне Тартуский университет).
6-8 апреля 1917 года избирался в состав президиума на Всеукраинском национальном конгрессе. Тогда же его избрали в состав Украинской Центральной Рады УНР от Балтийского флота и кронштадтского общества «Просвещение» имени Тараса Шевченко 2-го и 3-го состава (1917—1918 гг.)
С 1919 года стал старшим ассистентом, а затем приват-доцентом кафедры акушерства и гинекологии в Киевском университете. В 1920 году защитил докторскую диссертацию «О щипцах Клелланда».
В 1929 году стал заведующим кафедрой акушерства и гинекологии Одесского медицинского института; в 1930—1937 годах — Киевского медицинского института; с 1938 года — Воронежского медицинского института, одновременно был директором клиники акушерства и гинекологии.
Был арестован спецслужбой СССР по делу «Союза освобождения Украины».
Умер в 1943 году в Москве.
Внёс большой вклад в развитие акушерской помощи на Украине, в частности, широко применял обезболивание родов (анестезию). Под его руководством и при непосредственном участии впервые на Украине были изданы учебник на украинском языке по оперативному акушерству, сборник «Обезболивание родов» (1931), монография «Ювенильные кровотечения» (1935) и др. Учениками профессора Крупского были: П. М. Буйко, Л. Д. Мельник, М. К. Венцковский, А. И. Евдокимов и др.